# Libnotes perhyalina
Libnotes perhyalina là một loài ruồi trong họ Limoniidae. Chúng phân bố ở miền Australasia.